# Barbara Schlick
Barbara Schlick (* 21. Juli 1943 in Würzburg) ist eine deutsche Sängerin (Sopran) und Gesangspädagogin.

## Leben und Wirken
Barbara Schlick studierte Gesang an der Hochschule für Musik Würzburg, danach unter anderem bei Hilde Wesselmann in Essen. Früh wandte sie sich schwerpunktmäßig dem Oratorien- und Liedgesang zu.
1966 wurde sie Solistin des Barock-Ensembles von Adolf Scherbaum. Sie erwarb sich in den folgenden Jahren einen Namen als Interpretin barocker und klassischer Musik, besonders der Werke von Johann Sebastian Bach. 1971 unternahm sie eine Tournee durch Russland, 1972 durch die USA; 1975 bis 1976 bereiste sie Israel und erneut die USA. 
Schlick stand in den Musikzentren ganz Europas auf der Bühne, zum Beispiel in London bei mehreren Haydn-Konzerten und in Amsterdam, wo sie das Sopran-Solo in Wolfgang Amadeus Mozarts Requiem sang. Sie war Solistin bei den Festspielveranstaltungen von Bordeaux, Paris, Brügge, Berlin und München. 1980 gastierte sie in Orfeo ed Euridice von Joseph Haydn am Stadttheater Bern, 1988 sang sie beim York Early Music Festival, 1989 und erneut 1994 bei den Händel-Festspielen Göttingen. Unter der Leitung von Wolfgang Helbich sang sie bei zahlreichen Konzerten im Bremer Dom. 
Beim Rundfunk und Fernsehen hatte sie zahlreiche Auftritte in Deutschland, Österreich, Frankreich, Tschechien, Italien, Belgien und Luxemburg. Daneben unterrichtete Barbara Schlick elf Jahre lang an der Musikhochschule in Würzburg. Ab 1997 war sie Professorin der Hochschule für Musik Köln in Wuppertal und wirkte bis 2002 als Gastdozentin am Conservatorium Maastricht.